# 사모섬모충류
사모섬모충류(plagiopylids)는 섬모충류 원생생물 분류군의 하나이다. 혐기성 서식지에 흔하게 발견되는 몇 가지 형태의 섬모충류를 포함하고 있다.

## 하위 과
- 플라기오피라과 (Plagiopylidae)
- 손데리아과 (Sonderiidae)
- 삼환모충과 (Trimyemidae)